# Francobolli locali
I francobolli locali sono particolari emissioni di francobolli, realizzate da enti privati o organizzazioni di trasporto privato, che hanno stampato vere e proprie serie annullate con propri timbri.

## Storia
In varie parti del mondo vi sono stati, o vi sono ancora, numerosi casi di servizi di "Posta locale" o di "trasporto privato". La "Posta locale" risulta essere spesso riconosciuta dalle poste centrali e quindi dall'UPU, anche se in particolari contingenze, mentre il "trasporto privato", gestito da privati, non risulta in generale essere riconosciuto.
In rari casi il trasporto privato è stato tollerato anche dalle poste ufficiali, come è avvenuto in Italia, ma per un periodo limitato di tempo.

## Usi di francobolli locali nel mondo
Si riportano qui di seguito alcuni esempi, diversi tra loro, che hanno in comune l'origine privata del servizio postale.

### Germania

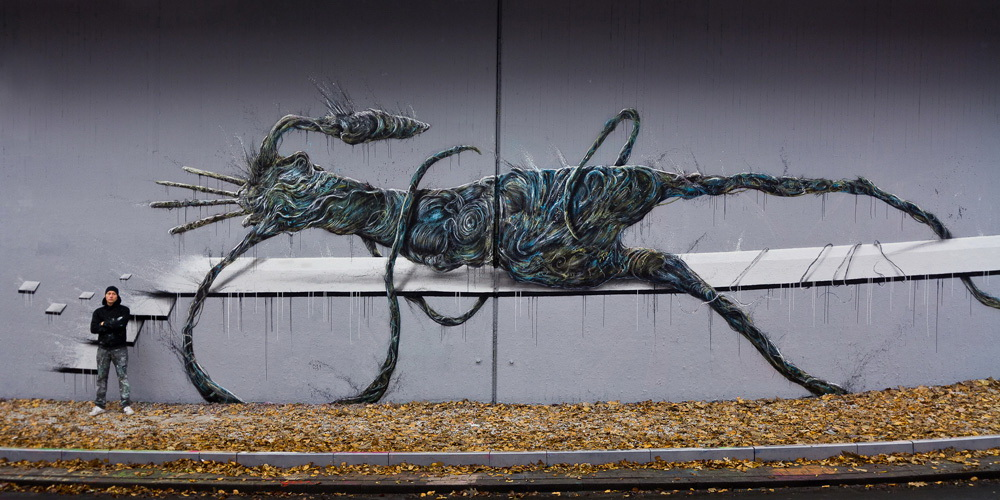
Francobolli privati di Bochum

Alla fine dell'800 furono molte le agenzie di trasporto postale che si dotarono di francobolli, in tutti gli stati della Germania e poi anche nella Germania unita. Quei francobolli vennero annullati anche presso gli uffici postali ufficiali e si presentano con numerose serie.
Durante le guerre mondiali furono utilizzati inoltre alcuni francobolli locali, che ebbero scarso uso, sia nella parte Ovest che nella parte Est.
Vengono qui indicate alcune città in Germania in cui sono stati emessi francobolli locali, verso la fine dell'800,  da parte della compagnia Hansa e altre:
- Altona (1898) - 1 valore
- Augsburg (1896-97) - 3 serie (5 valori totali)
- Barmen (1887) - 1 valore
- Barmen-Elberfeld (1896) - Serie di 2 valori della compagnia "Courier" raffiguranti un corriere a cavallo
- Bergedorf (1897) - Serie di 5 valori raffiguranti la fauna locale
- Berlino (1886-1896) - 6 serie di francobolli (tra cui una serie di tre valori per il trasporto espresso del 1886 a mezzo omnibus)

- Bielefeld (1899) - 1 valore
- Beuten (1896) - Serie di 2 valori
- Bochum (1897) - Serie di 4 valori

Francobollo privato di Berlino della compagnia Lloyd

- Bonn (1896) - Serie di 2 valori della compagnia "Renhania" raffiguranti un leone rampante
- Brandenburg (1896) - Serie di 4 valori della compagnia "Courier"
- Brema (1896) - 2 serie (una serie raffigurante il re Leopold e una serie di 3 valori con numeri in cerchi concentrici)
- Breslau (1894-98) - 7 valori (una serie di 4, un valore della compagnia Hansa con caratteri ebraici, e altri due valori di un'altra compagnia con una colomba in volo)
- Chemnitz (1887) - 4 valori con cifre al centro
- Danzica (1896-97) - 1 valore della compagnia "Courier" e 3 valori della compagnia "Merkur"
- Darmstadt (1895) - Serie di 2 valori
- Dessau (1897-98) - Serie di 2 valori
- Dortmund (1895) - Serie di 2 valori della compagnia "Courier" raffiguranti un corriere a cavallo
- Dresden (1886-94) - Serie della compagnia "Hansa" composta da 4 valori base e 5 sottotipi del 2 pf., tre valori soprastampati emessi nell'87 e nell'88, 2 valori da 2 pf. in colore cambiato e 2 una serie in un nuovo tipo in nero da 2pf. e 3pf. sempre nel 1888. Da segnalare sempre per Dresden un francobollo privato imitato nel 1899 da un francobollo delle poste ufficiali da 3 pf. Nel 1890/94 fu emessa una serie di 4 valori (2 anche non dentellati) di un'altra compagnia privata.

Inoltre sono stati emessi molti altri esemplari fra la fine dell'800 e il '900.

### Italia
In Italia furono per prime le Agenzie di trasporto che emisero alcuni francobolli privati per il loro servizio, la CORALIT (Corrieri Alta Italia) e la S.A.B.E. (Società Anonima Barbera Editore). Ebbero una certa diffusione seppure in ambito locale, la prima al nord, e la seconda al centro Italia, fino a tutto il 1946. 
Le vere e proprie emissioni locali sono comunque quelle della prima guerra mondiale della zona di Trento (emissioni della Venezia Giulia e del Trentino soprastampate localmente) e Udine (in cui fu realizzato un francobollo da 5 centesimi del comune di Udine), e poi le moltissime emissioni del C.L.N. in tutto il Nord e Centro Italia, con le varie emissioni autorizzate e non.
Sempre in ambito italiano sono da menzionare i francobolli locali emessi negli anni '40 di Castiglione d'Intelvi, Campione, Guidizzolo e del Corpo Polacco (1945-46).

### Nuove Ebridi
Circa nel 1898, da parte dei padri missionari nelle isole delle Nuove Ebridi, furono realizzati due francobolli bicolori per la posta interna, da 1 e 2 penny, sia non dentellati che perforati a tratti (o meglio con dentini appena accennati) che tisultano essere molto rari. Quella emissione precedette di diversi anni le emissioni ufficiali del codominio franco-inglese, ed è riportata negli antichi album di fine '800.

### Svizzera
Nei Cantoni svizzeri nell'800 furono emessi francobolli privati da parte di alcuni enti e agenzie per il trasporto locale e mitteleuropeo, intercantonale (servizi e trasporti eccezionali), molti a carattere commerciale. In tempi recenti, con la privatizzazione delle poste, furono realizzati dalla Swiss Post alcuni francobolli-etichetta per il trasporto di posta da parte dei corrieri postali. A partire dal '97-'98 vennero commercializzati alcuni francobolli-etichetta sul territorio italiano  e in alcune zone turistiche del Mediterraneo. Il servizio di trasporto cartoline era valido solo per l'estero, con apposti gli speciali francobolli-etichetta raffiguranti dapprima un paesaggio marino con una palma stilizzata, e successivamente alcune immagini di città italiane (sono noti francobolli-etichetta con il Duomo di Milano, il Colosseo di Roma, un gondoliere a Venezia, vista di Napoli col Vesuvio), venduti al valore facciale di 1 200 lire (Lettera "A" - posta prioritaria per l'Europa) ciascuno per un totale dell'equivalente di 6 franchi svizzeri.
I libretti di 8 etichette sono rari integri perché difficilmente reperibili interi. Il servizio era attivo in alcuni centri turistici, tra cui il Santuario Mariano di Loreto della S.Casa (dove era segnalato con una buca delle lettere gialla con la scritta in rosso "Swiss Post").
Non è conosciuta la data di cessazione del servizio, che comunque non ha visto l'anno del Giubileo.

Libretto di otto francobolli-etichetta del tipo "Milano", commercializzato in Italia per spedire cartoline all'estero con Swiss Post.

## Interi Postali locali e annulli particolari
In molti casi furono realizzati non solo francobolli ma anche cartoline postali e biglietti che si rifacevano ai tipi ufficiali dell'UPU, copiandone stile e formato. Specie in Germania furono realizzati numerosi interi postali sempre da parte delle compagnie private di trasporto.
In alcune città per il trasporto locale furono eccezionalmente tollerati annulli speciali, con validità limitata nel tempo e al solo uso interno. Questo è avvenuto specialmente durante calamità naturali (terremoti, eruzioni, ecc.) anche in Italia.
Localmente sono stati utilizzati anche talloncini e strisce gommate con valore scritto o timbrato, sempre in contingenze straordinarie.